# Diana Andalò

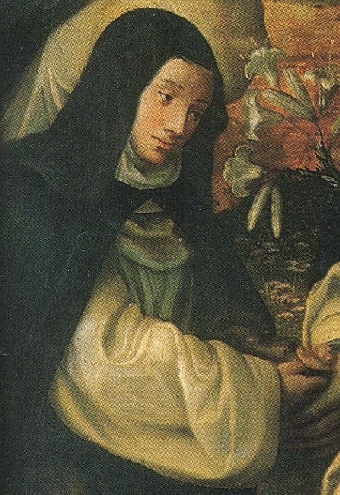
Diana Andalò

Diana Andalò (* 1201 in Bologna, Italien † 10. Juni 1236 in Bologna, Italien) erbaute 1223 mit Hilfe des Ordensgenerals der Dominikaner Jordan von Sachsen in Bologna das Agnes-Kloster, wo sie die Dominikanerinnenregel einführte.
Die etwa fünfzig Briefe Jordans an Diana geben Zeugnis von einer idealen Freundschaft. Diana Andalò wird zumeist im Ordenshabit mit einer Madonnen-Lilie dargestellt.
Am 8. August 1888 wurde sie von Papst Leo XIII. seliggesprochen. Ihr Gedenktag ist der 10. Juni.